# 泰尔加奥恩
泰尔加奥恩（Telgaon），是印度恰蒂斯加尔邦Surguja县的一个城镇。总人口7145（2001年）。

## 人口
该地2001年总人口7145人，其中男性3806人，女性3339人；0—6岁人口1150人，其中男597人，女553人；识字率64.95%，其中男性为73.04%，女性为55.74%。